# Leilah Assumpção
Maria de Lourdes Torres de Assunção, conhecida como Leilah Assumpção (Botucatu, 18 de julho de 1943), é uma dramaturga e pedagoga brasileira. O apelido Leilah foi dado pelo irmão quando ela era pequena. Em 1964 formou-se pela Faculdade de Filosofia, Letras e Ciências Humanas da Universidade de São Paulo, FFLCH/USP. 
O principal assunto tratado em suas peças é a mulher e sua situação na sociedade. Suas obras exploram a falta de questionamento feminino por parte da própria mulher, além de criticar a  composição da sociedade moderna e capitalista, onde o mais importante é o dinheiro e as aparências. 
Em comemoração aos 40 anos de carreira foi montado o monólogo Adorável Desgraçada com Débora Duarte, direção de Otávio Müller, cenários e figurinos de Bia Lessa.

## Biografia
Surge entre os dramaturgos que se projetam em torno de 1969 e evidencia especial talento para compor figuras femininas densas, empregando esta ótica para flagrar os conflitos sociais e os jogos de poder. Estudou teatro com Eugênio Kusnet, Renata Pallottini e Miroel Silveira nos anos 60, quando trabalha como manequim de alta costura e, esporadicamente, como atriz.
Sua estreia dá-se em 1969, em São Paulo, com a peça Fala Baixo Senão Eu Grito, dirigida por Clóvis Bueno, e premiada com o Prêmio Molière e o da APCT (Associação Paulista de Críticos Teatrais). O material permite a Marília Pêra brilhar no papel de uma solteirona perpassada por recalques e frustrações que empreende libertária, divertida e, às vezes, cruel viagem existencial, guiada por um homem que invade seu quarto. A peça teve, desde então, dezenas de montagens no Brasil e no exterior. 
Sua segunda criação, Jorginho, o Machão, novamente com direção de Clóvis Bueno, em 1970, traz um protagonista masculino. Não possui os méritos da obra anterior, mas confirma qualidades, destacando, através de monólogos interiores, a fuga para a evasão onírica.
A montagem carioca de Amanhã, Amélia, de Manhã, com direção de Aderbal Freire Filho, em 1973, prejudicada por cortes e produção deficiente, não é bem-sucedida. Reestruturada e com uma inteligente encenação de Antônio Abujamra, é rebatizada como Roda Cor de Roda na montagem paulista de 1975, aprofundando a análise sobre a mulher. Disseca o mito de um eterno feminino que valoriza a mulher bem comportada, servil, meiga, modesta, e dedicada dona de casa, mostrando, de modo provocativamente grotesco, seus caminhos de libertação. Irene Ravache destaca-se no papel. Também esse texto conhece numerosas montagens brasileiras e algumas no exterior.
A Kuka de Kamaiorá, premiada no concurso de dramaturgia do Serviço Nacional de Teatro, em 1975, é sua obra menos realista: uma fábula em que a protagonista engravida, contrariando as normas do regime ditatorial, e cujo feto resiste a todas as tentativas de aborto executadas pelas forças repressivas. A peça é montada por Jorge Takla em 1983, em São Paulo, numa adaptação ópera-rock intitulada O Segredo da Alma de Ouro, sem maior destaque.
Vejo um Vulto na Janela, Me Acudam que Eu Sou Donzela, escrita em 1964, só estreia em 1979, com encenação de Emílio Di Biasi. Enfoca a tomada do poder pelo movimento militar, observado sob prisma das inquilinas de um pensionato para moças. Em 1989, a peça é transformada no filme Brasil, Primeiro de Abril, por Maria Letícia.
Leilah retorna, em 1984, com Boca Molhada de Paixão Calada, com direção de Myriam Muniz, um exemplo da "dramaturgia de casais", caminho seguido por vários autores da época. Trata de um casal que se reencontra após a separação, relembrando trajetória iniciada nos tempos da repressão e da revolução de costumes. Problemas de casais, agora analisados com cáustico humor, surgem igualmente em Lua Nua, dirigida por Odavlas Petti, em 1987. E novamente as mulheres, seus conflitos e suas angústias, estão em Adorável Desgraçada, de 1994, com direção de Fauzi Arap, montagem pela qual obtém prêmio de melhor autor da APCA. E, em 1999, Luiz Arthur Nunes encena o seu texto O Momento de Mariana Martins.
Leilah escreve ainda Sobrevividos, para integrar a proibida Feira Brasileira de Opinião, de 1976; Use Pó de Arroz Bijou, 1968, sobre suas experiências como manequim; Seda Pura e Alfinetadas, em 1981, escrita sob encomenda para o costureiro Clodovil Hernandez e alguns textos inéditos, entre os quais Um Dia de Sol a Pino, Noite de Lua Cheia e Diz que Fui pra Maiamum!. 
Durante alguns anos, dedica-se à teledramaturgia, sendo a autora das novelas Venha Ver o Sol na Estrada, dirigida por Antunes Filho em 1974; e Um Sonho a Mais, em 1985, além das minissérie Avenida Paulista, de 1982, e Moinhos de Vento, de 1983, ambas com Daniel Más. Esteve no Festival Internacional de Dramaturgas, em Buffalo, nos Estados Unidos, em 1988, representando o Brasil.
Avaliando o conjunto da produção de Leilah Assumpção, o crítico Yan Michalski diz: "uma das personalidades mais fortes da geração de autores que veio à tona no fim dos anos 60 - e também uma das mais censuradas, nos anos do regime autoritário -, Leilah tem preservado, na sua trajetória, uma apreciável coerência, criando alguns dos mais fortes personagens femininos da dramaturgia nacional dessas duas décadas; personagens que defendem altivamente os seus direitos e a sua condição de mulheres, através de uma linguagem na qual a veemência, o colorido coloquial e o humor se fundem para criar uma poética muito pessoal".
Leilah vista por Renata Pallotini: "Leilah Assumpção inventou uma nova forma de por em cena teatral suas intuições, descobertas e experiências:  inovou de tal maneira a Dramaturgia em sua geração que se tornou a introdutora de um diálogo inusitado e de personagens inéditos. Nada mais seria necessário para o reconhecimento de uma autora absolutamente original e única"

## Obras teatrais
- Fala baixo senão eu grito
- Roda cor de roda
- Kuka de Kamaiorá
- Seda pura e alfinetadas
- Boca molhada de paixão calada
- Lua nua
- Cinco vezes comédia
- Uiva e Vocifera
- Vejo um vulto na janela me acudam que eu sou Donzela
- O grande momento de Mariana Martins
- Jorginho, o Machão
- Amanhã
- Amélia
- De manhã
- Intimidade indecente
- Adorável Desgraçada